# Castello di Sorgues

Il castello di Sorgues (o Palazzo dei Papi di Sorgues) fu la prima residenza papale costruita nella zona di Avignone nel periodo della cattività avignonese. Voluto dal papa francese Giovanni XXII, la sua dispendiosa costruzione precedette quella del Palazzo dei Papi di Avignone di 18 anni e servì da modello ai palazzi cardinalizi costruiti successivamente ad Avignone.
Giovanni XXII voleva battere moneta propria ma gli era impossibile farlo ad Avignone, in quanto sede della contea di Provenza, di cui non aveva titolarità. Gli era invece possibile farlo a Sorgues. Il territorio infatti era divenuto papale col trattato di Meaux ed elevato a contea ai tempi del suo predecessore, papa Clemente V.
Sito sulla riva sinistra dell'Ouvèze (anticamente Sorgue), la costruzione oggi è una rovina, in quanto durante la Rivoluzione francese fu distrutta per ricavarvi materiali da costruzione.